# 名古屋市立二城小学校
名古屋市立二城小学校（なごやしりつ にじょうしょうがっこう）は、名古屋市守山区鳥神町にある公立小学校。

## 沿革
- 1975年（昭和50年）4月 - 守山・瀬古・白沢・鳥羽見各小学校の通学区域により、名古屋市立二城小学校として設立[1]。

校区に該当する地域には、1890年から1907年には「二城尋常小学校」とういう学校が存在した。これは守山小学校の前身校である。

## 通学区域
- すべて守山区内
  - 金屋二丁目（一部）[2]
  - 川宮町[2]
  - 幸心四丁目[2]
  - 新守町[2]
  - 新守西[2]
  - 大永寺町[2]
  - 鳥神町[2]
  - 永森町[2]
  - 西川原町[2]
  - 森宮町（一部）[2]

## 進学先中学校
- 名古屋市立守山西中学校[3]